# Aeroportul Regional Columbia Gorge
Aeroportul Regional Columbia Gorge (IATA: DLS, ICAO: KDLS, FAA LID: DLS) este un aeroport din Dallesport⁠(d), Comitatul Klickitat, Washington, Washington, Statele Unite ale Americii ce deservește zona The Dalles⁠(d). Aeroportul a fost tranzitat în 2019 de 32 de pasageri.
Situat la o altitudine de 75 m, aeroportul dispune de 2 piste.

## Infrastructură

### Piste
Aeroportul dispune de 2 piste. Pista 07/25 are suprafața de asfalt și dimensiunile 4.647 picioare × 100 picioare. Pista 13/31 are suprafața de asfalt și dimensiunile 5.097 picioare × 100 picioare. 